# レディーススーツ

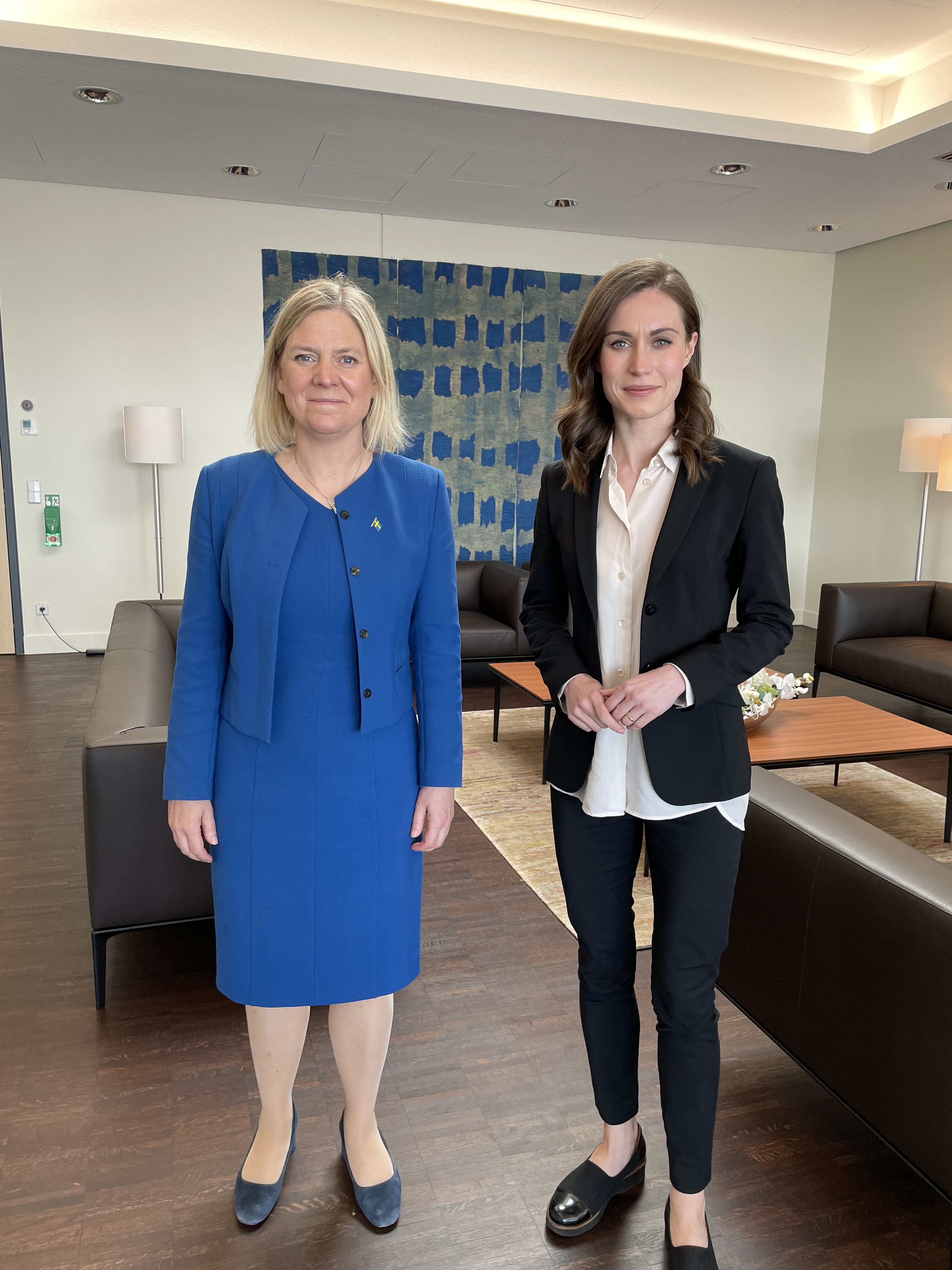
スカート(ワンピース)およびパンツのスーツ

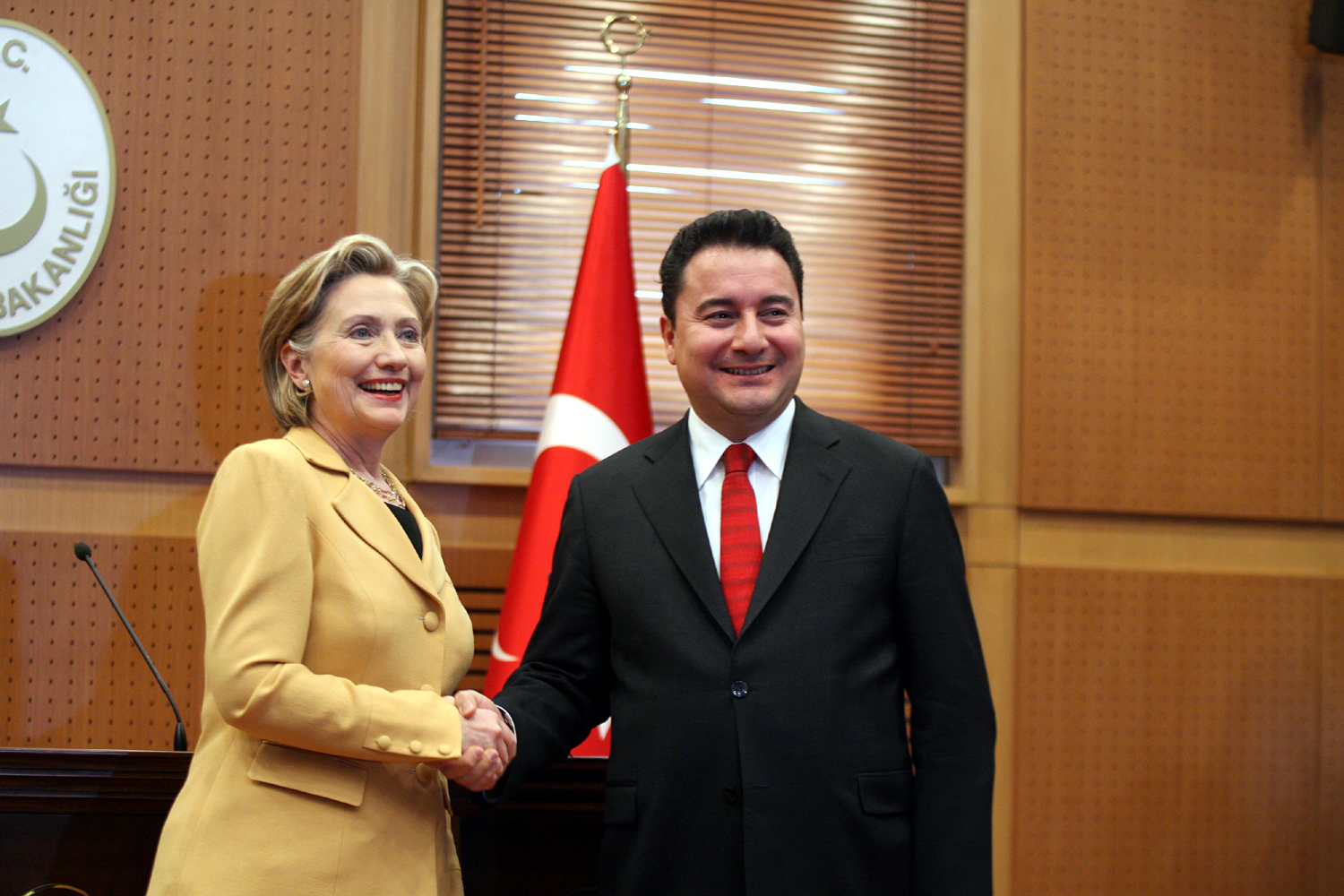
それぞれスーツ、背広を着た女性(左)と男性(右)

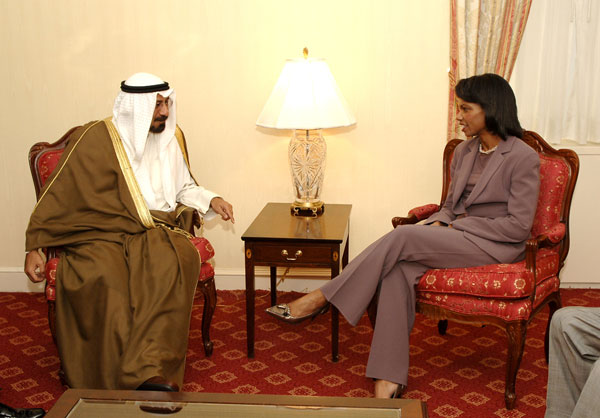
伝統的な服を着た男性(左)とスーツを着た女性(右)

レディーススーツは、女性が用いる上下で一揃いの衣服で、背広型の上着に類似するジャケットにスカートやスラックスなどの一組。各々、スカートスーツ、パンツスーツと呼ばれる。ブラウスなどを伴うものもある。メンズとは異なり、ジャケットの丈が短く、腰は絞られ、ウエストとヒップが強調される作りになっている。また、ジャケットのボタンを留める向きも左側で、メンズとは逆である。

## 歴史
この節は『性とスーツ』に基づく。
ヨーロッパで古代から中世の彫刻や絵画に描かれる衣服は、男女の違いはあるがいずれも大きな布をひだをよせてまとうようなドレーパリーとして描かれてきた。
14世紀になると、女性服は上半身をぴったり覆いコンパクトにまとめるボディスと、下半身をゆったり包む足首まで覆うスカートからなるのに対して、男性服はプレートアーマー、ダブレットやタイツのように四肢をあらわにし体の輪郭を明確にするようになり、衣服は大きな性差をあらわす。
その後男性服は、17世紀後半になるとゆったりと体を包みボタンで留めるジャケットが現れ、
また18世紀末のフランス革命後は、ゆったりとした長ズボンも普及する。
19世紀のイギリスではフロックコートに長ズボンをあわせるようになり、やがて背広が登場する。
背広はアメリカ合衆国にわたり既製服化され、やがて世界的に男性の用いる服となった。
一方で女性服は乗馬や自転車あるいは娼婦などの男装として、男性と同じような四肢をあらわにした衣服が例外的に取り入れらことはあっても、基本的には従来のワンピース型のドレスであった。しかし新古典主義による人体の理想形の変化、男性服の仕立て技術の導入やコルセットからの解放、ウーマンリブ、労働のための合理的な服の必要性などにより、20世紀初頭には背広のように体に程よくフィットしたスーツが取り入れられた。第2次大戦後にはシャネルによる軽やかな色合いのツイードを用いたいわゆるシャネルスーツも登場する。現在では背広の主流である暗い色に加えて明るい色が用いられたり、デコルテの名残である襟のないノーカラーの上着や襟のないカットソーなどをあわせたり、ボタンの代わりにファスナーを用いるものなど背広以上に多様になっている。従来のスカートに加えてズボンも用いられ、また背広とおなじように上下で異なる布地の組合せや、ジーンズをあわせるなど多様な着こなしがみられる。

## 特徴
レディーススーツはスーツであっても、ジャケットはくびれていてウエストを強調し、パンツもフレア気味であり、ボタンを留める向きも右が前であるため、メンズとは大きく異なる作りになっている。